# René Pijpers
René Antoine Pijpers (Swalmen, 15 settembre 1917 – Swalmen, 22 marzo 1944) è stato un calciatore olandese, di ruolo attaccante.

## Carriera

### Club
Giocò assieme al fratello Frans Pijpers nel DOSKO e poi nel RVV Roermond, dopo che la loro società si fuse in esso. Nel 1936 con il Roermond vinse la Coppa d'Olanda battendo in finale il KFC per 4-2, grazie anche ad una doppietta di Frans. Nella finale scesero in campo per il Roermond anche Coen Pijpers ed Harry Pijpers.

### Nazionale
Ha fatto parte della Nazionale di calcio dei Paesi Bassi al campionato mondiale di calcio svoltosi in Francia nel 1938.